# JACK Audio Connection Kit
JACK Audio Connection Kit (ou JACK; um acrônimo recursivo) é um daemon de servidor de som profissional que fornece conexões em tempo real e baixa latência para dados de áudio e MIDI entre aplicativos que implementam sua API. O JACK foi desenvolvido por uma comunidade de desenvolvedores de código aberto liderados por Paul Davis (que ganhou uma premiação em 2004 por este trabalho) e tem sido uma peça fundamental da infra-estrutura e o padrão de facto para o software de áudio profissional no Linux desde sua criação em 2002. O servidor é um software livre, licenciado sob a GNU GPL, enquanto a biblioteca é licenciada sob a mais permissiva, a GNU LGPL.